# Lepadella pseudosimilis
Lepadella pseudosimilis is een raderdiertjessoort uit de familie Lepadellidae. De wetenschappelijke naam van deze soort is voor het eerst geldig gepubliceerd in 1963 door Koch-Althaus.